# BBC Earth (Canada)
BBC Earth (anciennement radX) est une chaîne de télévision canadienne spécialisée de catégorie B appartenant à Blue Ant Media (en) lancée le 5 septembre 2006. Sous licence de BBC Worldwide, elle diffuse exclusivement en haute définition, des émissions reliées à la nature sauvage et l'histoire naturelle.

## Histoire
Le 27 avril 2006, John S. Panikkar, cofondateur de High Fidelity HDTV, obtient une licence auprès du CRTC pour le service AHD (Adrenaline HD) qui diffusera « des émissions qui exploiteront l'imagerie haute définition pour traduire les diverses limites, ou risques élevés, que défie l'activité humaine ainsi que la façon dont l'individu repousse ses propres limites, physiques et mentales dans des situations intenses et parfois extrêmes ».
La chaîne a été lancée le 5 septembre 2006 sous le nom Rush HD, soit le nom d'une chaîne équivalente américaine appartenant à Voom HD Networks, filiale de AMC Networks, dont la chaîne tirait la majorité de sa programmation.
Rush HD change de nom le 23 août 2010 pour radX.
Le 21 décembre 2011, High Fidelity HDTV a annoncé son achat par Blue Ant Media, l'actionnaire majoritaire de Glassbox Television et actionnaire minoritaire de Quarto Communications. La transaction a été approuvée par le CRTC en juillet 2012.
En décembre 2016, Blue Ant Media annonce que la chaîne change de nom pour BBC Earth le 24 janvier 2017.